# Liste der Bodendenkmäler in Böhen
Auf dieser Seite sind die Bodendenkmäler in der schwäbischen Gemeinde Böhen zusammengestellt. Diese Tabelle ist eine Teilliste der Liste der Bodendenkmäler in Bayern. Grundlage ist die Bayerische Denkmalliste, die auf Basis des Bayerischen Denkmalschutzgesetzes vom 1. Oktober 1973 erstmals erstellt wurde und seither durch das Bayerische Landesamt für Denkmalpflege geführt wird. Die folgenden Angaben ersetzen nicht die rechtsverbindliche Auskunft der Denkmalschutzbehörde.

## Bodendenkmäler der Gemeinde

### Bodendenkmäler im Ortsteil Böhen
| Lage             | Objekt | Akten-Nr.     | Bild |
| ---------------- | --- | ------------- | ---- |
| Böhen (Standort) | Burgstall des Mittelalters.                                                                               | D-7-8127-0015 |      |
| Böhen (Standort) | Abschnittsbefestigung vor- und frühgeschichtlicher Zeitstellung.                                          | D-7-8127-0053 |      |
| Böhen (Standort) | Mittelalterliche und frühneuzeitliche Befunde im Bereich der Katholischen Pfarrkirche St. Georg in Böhen. | D-7-8127-0068 |      |